# Santianes (Teverga)
Prado es una parroquia del concejo de Teverga, en el Principado de Asturias (España). Alberga una población de 283 habitantes (INE 2006) en 283 viviendas. Ocupa una extensión de 22,83 km². Está situada a 2,5 km de la capital del concejo. Su templo parroquial está dedicado a San Juan Evangelista.

## Barrios
- Bárzana
- Campiello (Campiellu en asturiano)
- Castro (Castru)
- Cuarteles
- Gradura
- Hedrada (Drada)
- Infiesta
- Medión
- Murias
- Prado (Prau)
- Santianes

- Datos: Q7420412

1. ↑  Worldpostalcodes.org, código postal n.º 33111.